# 烂糊肉丝
烂糊肉丝，也称黄芽菜烂糊肉丝，上海菜的代表名作，是流行于中国江南地区的家常菜。材料主要为猪肉和黄芽菜，黄芽菜是大白菜的一个优质品种，菜肴以鲜美软糯、口感爽口为特點。

## 历史与做法
19世纪后期，苏州天和祥菜馆名厨张文彬将此菜引入菜馆之中，创造了大锅精制小锅复烧的方法，使白菜烧肉丝看似不热，吃则烫唇，酥烂鲜肥，入口即化，俗称为“烂糊”。
烂糊肉丝主料為猪肉和大白菜，将猪肉去筋洗净后切成丝；白菜切丝。以猪肉丝煸炒后加鲜汤煮沸，加入白菜丝小火烧至熟烂，勾芡成糊状起锅装盘即可，趁热食用，口感尤佳。冬季时节，烂糊肉丝里面加一点当令的冬笋丝，重勾芡、淡调味，做為春卷的馅，蘸上浙醋，是一些地区的独特吃法。除了可作為春卷內餡外，還可搭配年糕，做成烂糊肉丝炒年糕。